# Balian von Ibelin

Wappen Balians von Ibelin

Balian von Ibelin, auch Balian von Nablus (* frühe 1140er Jahre; † 1193), war Herr von Ibelin und Nablus, später Herr von Caymont. Er war ein führender Baron im Königreich Jerusalem. Balian war ein Sohn Barisans von Ibelin und der Bruder Hugos und Balduins von Ibelin. Sein eigentlicher Name war Barisan, die Aussprache des Namens änderte sich jedoch im Lauf des 12. Jahrhunderts in „Balian“. Er wird daher manchmal auch Balian der Jüngere genannt, wenn sein Vater als „Balian der Ältere“ bezeichnet wird.

## Leben
Balian, dessen genaues Geburtsjahr unbekannt ist, war der jüngste Sohn von Barisan von Ibelin, einem Ritter in der Grafschaft Jaffa, und seiner Frau Helvis von Ramla. Seine Brüder waren Hugo und Balduin. Nach dem Tod Hugos 1170 erhielt er die Burg Ibelin von dessen Erben, seinem älteren Bruder Balduin, der selbst nur die Herrschaft Ramla für sich behielt. 1174 unterstützten Balian und Balduin Raimund III. von Tripolis gegen Miles von Plancy als Regenten für König Balduin IV., 1177 nahmen die Brüder an der Schlacht von Montgisard teil. Im selben Jahr heiratete er Maria Komnena, die Witwe des Königs Amalrich I., die die Herrschaft Nablus als Apanage mit in die Ehe brachte. Damit wurde Balian zusammen mit seinem Bruder zum größten Lehnsmann des Königreichs, abgesehen von Raimund von Tripolis.
Balian und sein Bruder unterstützten 1183 Raimund III. gegen Guido von Lusignan, den Ehemann Sibylles, in der Frage der Regentschaft für den leprakranken König von Jerusalem. Balian war 1183 bei der Krönung Balduins V. anwesend, die zu Lebzeiten Balduins IV. stattfand, um Guido als Nachfolger zu verhindern. Balduin IV. starb 1185, Balduin V. im Jahr darauf, und als Raimunds Favorit für die Nachfolge, Humfried IV. von Toron, die Krone ausschlug und sich auf Guidos Seite stellte, leistete Balian widerstrebend Guido den Treueid, während sein Bruder sich ins Exil nach Antiochia begab.

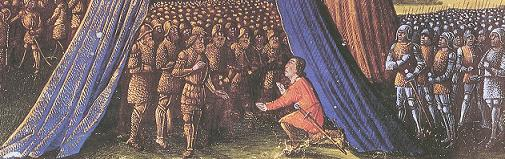
Balian von Ibelin übergibt Jerusalem an Saladin, aus Les Passages faits Outremer par les Français contre les Turcs et autres Sarrasins et Maures outremarins, um 1490.

### Saladin
Im Jahr 1186 sah sich das Königreich durch eine militärische Bedrohung seitens Saladin, des Sultans von Ägypten und Damaskus, konfrontiert. Diese Entwicklung resultierte aus einem Überfall auf muslimische Karawanen durch Guys Verbündeten Raynald von Châtillon, Herr von Oultrejordain. Saladin war mit der Garnison von Tiberias im Norden des Königreichs verbündet, einem Gebiet, das von Raimund III. gehalten wurde. Guy sammelte sein Heer in Nazareth und plante, Tiberias zu belagern. Balian jedoch widersprach diesem Vorhaben und schlug stattdessen vor, dass Guy einen Abgesandten zu Raimund nach Tripolis schicken sollte. Auf diese Weise erhoffte sich Balian, eine Versöhnung zwischen Raimund und Guy herbeiführen zu können, bevor Guy einen Angriff auf Saladins größere Armee unternahm, der mit hoher Wahrscheinlichkeit zum Scheitern verurteilt gewesen wäre. Nach Ostern desselben Jahres wurde eine Gesandtschaft unter der Leitung von Balian, Gérard de Ridefort (Großmeister der Tempelritter), Roger de Moulins (Großmeister der Johanniter), Reginald von Sidon und Joscius, Erzbischof von Tyrus, nach Tripolis entsandt.
Als die Delegation am 30. April Jerusalem verließ, stand die Kriegserklärung Saladins bereits fest. Am 26. April erfolgte ein Angriff auf Kerak, wobei die Kontrolle über den Vorort erlangt wurde. Da seine Armee keine Belagerungsgeräte mitführte, stellte Saladin für die Burg selbst keine Bedrohung dar, fügte jedoch dem Umland erheblichen Schaden zu. Außerdem wies er seinen Sohn al-Afdal, der in Ras al-Ma' geblieben war, an, einen Raubzug durch Galiläa zu führen, um die Gebiete um Akkon anzugreifen. Der Angriff sollte am 1. Mai stattfinden, dem Tag, an dem die vom Königshof ernannten Vermittler ein Treffen mit Raimund III. vereinbart hatten. Reynald von Sidon schlug eine andere Route nach Tiberias ein, während Balian von Ibelin die Nacht des 30. April in Nablus verbrachte. Die Ordensmeister und der Erzbischof von Tyrus begaben sich zur Templerburg La Féve, die sich einige Meilen südlich von Nazareth befand: Am 1. Mai wurden die Templer und die Johanniter in der Schlacht von Cresson von Saladins Sohn al-Afdal besiegt; Balian lag noch einen Tag zurück und hatte außerdem in Sebastea Halt gemacht, um einen Heiligentag zu begehen. Als er La Fève erreichte, erfuhr von den wenigen Überlebenden von der verheerenden Schlacht. Raimund, der ebenfalls von der Schlacht unterrichtet wurde, traf die Gesandtschaft in Tiberias und erklärte sich bereit, sie nach Jerusalem zu begleiten.

### Hattin
Balian entkam 1187 aus der Schlacht bei Hattin und half bei der Verteidigung Jerusalems und den Verhandlungen zu ihrer Unterwerfung unter Saladin im Oktober. Ibelin, Nablus, Ramla und der gesamte übrige Besitz Balians wurden von Saladin erobert, Balian und seiner Familie wurde die Flucht nach Tripolis erlaubt. Er unterstützte anfangs Guido in seinem Kampf um den Königstitel gegen Konrad von Montferrat, verbündete sich dann aber mit Maria Komnena, um Konrad mit Isabella I. zu verheiraten, Marias Tochter aus ihrer Ehe mit Amalrich I., wodurch Konrad den stärkeren Anspruch auf das Königreich erhielt. Nach Konrads Tod und Isabellas Wiederverheiratung mit Heinrich II. von Champagne blieb Balian einer von Heinrichs Beratern. 1192 half er bei den Verhandlungen zwischen Richard Löwenherz und Saladin, die den Dritten Kreuzzug abschlossen. Da Ibelin unter Saladins Kontrolle blieb, gab Richard Balian die neue Herrschaft Caymont.

## Nachkommen
Mit Maria hatte er mindestens vier Kinder:
- Johann, der alte Herr von Beirut (* 1177/78; † 1236), Herr von Beirut, Regent von Jerusalem, Regent von Zypern;
- Margarethe (* um 1180; † nach 1240) ⚭ 1) Hugo II. von Saint-Omer; 2) Walter III. von Caesarea;
- Philipp (* um 1180; † 1227), Regent von Zypern ⚭ Alice von Montbéliard;
- Helene (Helvis, * 1182; † vor Juni 1216) ⚭ 1) Rainald von Sidon; 2) Guido von Montfort.

## Rezeption
Der Film Königreich der Himmel (2005) von Ridley Scott basiert sehr lose auf der Lebensgeschichte Balians.